# 2690 Ristiina
2690 Ristiina è un  asteroide della fascia principale del diametro medio di circa 20 km. Scoperto nel 1938, presenta  un'orbita caratterizzata da un semiasse maggiore pari a  3,0374909 au e da un'eccentricità di  0,1113382, inclinata di 11,44854° rispetto all'eclittica.
L'asteroide è dedicato all'omonima località finlandese.